# پای شیر کرک‌ابریشمی
پای شیر کرک‌ابریشمی (نام علمی: Alchemilla sericata) یک گونه از سرده پای شیر از خانواده یا تیرهٔ گلسرخیان است.